# Ceriu
Ceriul este un element chimic din tabelul periodic care are simbolul Ce și numărul atomic 58.

## Caracteristici
Ceriul este un element metalic argintiu, aparținând grupului lantanidelor. Se folosește în aliaje de pământuri rare. Seamănă cu fierul la culoare, dar este moale, precum și maleabil și ductil. La contactul cu aerul își pierde luciul. Doar europiul este mai reactiv decât ceriul, dintre pământurile rare. Soluțiile alcaline și acizii diluați și concentrați ataca rapid metalul. În stare pură prezintă o probabilitate ridicată de a lua foc dacă este frecat cu un cuțit. Ceriul se oxidează lent în apă rece și foarte rapid în apă caldă.
Chiar dacă ceriul aparține unui grup de metale numite pământuri rare, nu este rar deloc. El se găsește în cantități relativ mari (68 ppm în crusta terestră); de fapt, este mai răspândit decât plumbul.
Ceriul, în starea de oxidare +3, se numește ceros, în timp ce, în starea de oxidare +4, se numește ceric.
Sărurile ceriu(IV) sunt portocalii, roșii sau gălbui, în timp ce sărurile ceriu(III) sunt, de obicei, albe.

## Aplicații
Întrebuințările ceriului:
- În metalurgie:
  - Ceriul este folosit în aliajele de aluminiu.
  - Adăugând ceriu în cast irons produce opunerea grafitizării și produce un fier maleabil.

## Istorie
Ceriul a fost descoperit în Suedia de către Jöns Jakob Berzelius și Wilhelm von Hisinger, și, pe plan independent, în Germania de către Martin Heinrich Klaproth, ambele descoperiri fiind făcute în 1803. 
Ceriul a fost astfel denumit de către Berzelius după asteroidul Ceres, descoperit cu doi ani mai devreme (1801).

## Circumstanțe
Ceriul este cel mai răspândit element aparținând pământurilor rare, alcătuind aproximativ 0.0046% din scoarța terestră, judecând după greutate. Se găsește în unele minerale, incluzând alanit (cunoscută și sub denumirea de ortit)—(Ca, Ce, La, Y)2(Al, Fe)3(SiO4)3(OH), monazit(-Ce) (Ce,La,Th,Nd,Y)PO4, bastnasit (Ce,La,Y)CO3F, hidroxilbastnasit (Ce,La,Nd)CO3(OH,F), rabdofan (Ce,La,Nd)PO4ˑ2/3H2O, zircon (ZrSiO4), și sinchisita Ca(Ce,La,Nd,Y)(CO3)2F. Monazitul si bastnasitul sunt în prezent cele mai importante surse de ceriu.
Ceriul este cel mai des obținut printr-un proces de schimb ionic, ce folosește nisip monazitic drept sursă de ceriu.

## Compuși

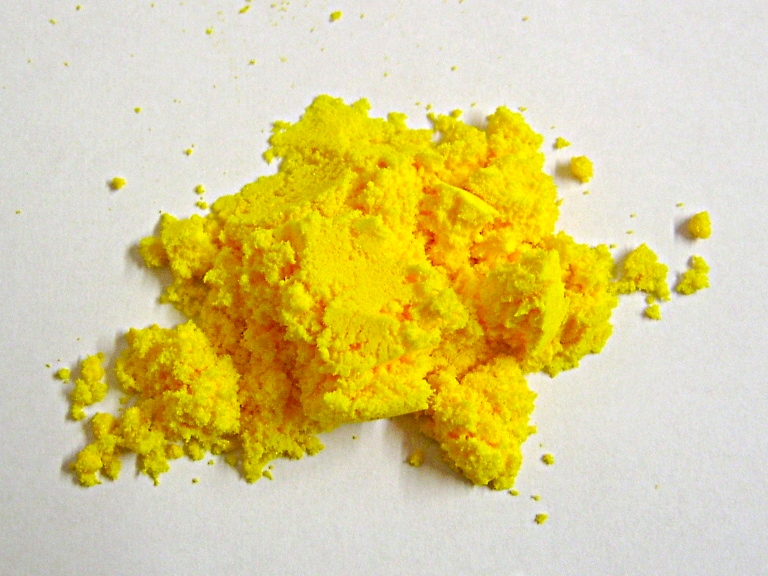
Sulfat de ceriu

Ceriul are două stări de oxidare cu largă răspândire: +3 si +4. Cel mai întâlnit compus al ceriului este oxidul de ceriu (IV) (CeO2), care este folosit drept "fardul bijutierului" și, de asemenea, în pereții unor cuptoare cu funcție de auto-curățare. Doi răspândiți agenți oxidanți folosiți în titrări sunt sulfura de amoniac de ceriu (IV) (sufra de amoniu ceric, (NH4)2Ce(SO4)3) și nitratul de amoniac de ceriu (IV) (nitrat de amoniu ceric, (NH4)2Ce(NO3)6).  
Ceriul formează, de asemenea, o clorură, CeCl3 sau clorura de ceriu (III), folosită pentru facilitarea reacțiilor în grupurile carbonice din chimia organică. Alți compuși includ carbonat de ceriu (III) (Ce2(CO3)3), fluorură de ceriu (III) (CeF3), oxid de ceriu (III) (Ce2O3), precum și sulfat de ceriu (sulfat ceric, Ce(SO4)2).

## Izotopi
Ceriul natural este compus din trei izotopi stabili și un izotop radioactiv; 136Ce, 138Ce, 140Ce, și 142Ce cu 140Ce fiind cel mai abundent (88.48% abundență naturală). Douăzeci-și-șapte de radioizotopi au fost descoperiți, cel mai {abundent și/sau stabil} fiind 142Ce cu un timp de înjumătățire mai mare decât 5×1016 ani, 144Ce cu un timp de înjumătățire de 284.893 de zile, 139Ce cu un timp de înjumătățire de 137.640 de zile și 141Ce cu un timp de înjumătățire de 32.501 de zile. Toți izotopii radioactivi rămași au timpii de înjumătățire mai mici decât 4 zile, din care majoritatea au timpii de înjumătățire mai mici decât 10 minute. Și acest element are, de asemenea, două meta stări.
Izotopii ceriului au o masă atomică ce variază intre 123 u (unitate de masă atomică) (123Ce) și 152 u (152Ce).

## Precauții
Ceriul, ca toate pământurile rare, are un grad redus, până la mediu de toxicitate. Ceriul este un puternic agent reductiv și este spontan inflamabil la contactul cu aerul intre 65-80 °C. Fumul rezultat în urma arderii ceriului este toxic. Apa nu se folosește în stingerea focurilor de ceriu, deoarece, acestea reacționează, formând hidrogen gazos. Muncitorii expuși la ceriu au semnalat mâncărimi, sensibilitate la căldură și leziuni ale pielii. Animalele injectate cu doze considerabile de ceriu au murit datorită accidentelor cardiovasculare.
Oxidul de ceriu(IV) este un agent puternic oxidant, la temperaturi înalte și va reacționa cu materiale organice combustibile. Ceriul nu este radioactiv, dar ceriul comercial impur poate conține mici cantități de thoriu, care este radioactiv. Ceriul nu servește nici o funcție biologică cunoscută.